# 該亞法

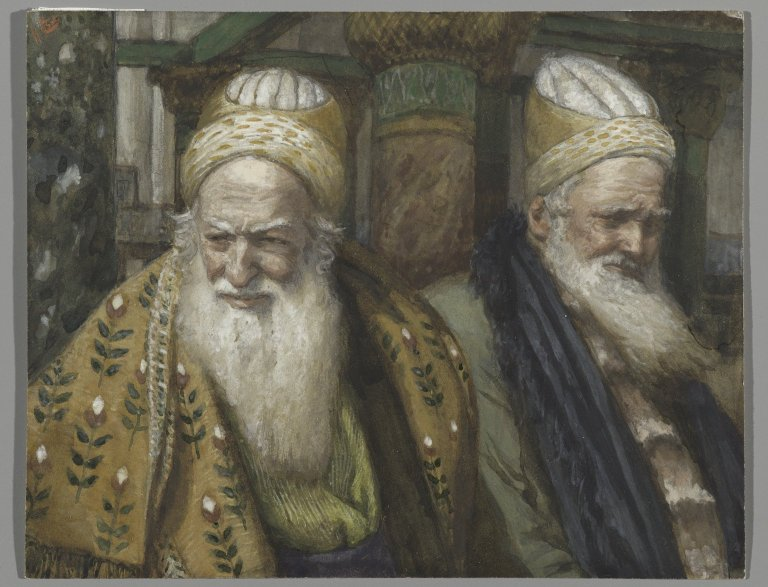
詹姆斯·蒂索《亚那与该亚法》，1886年至1894年間

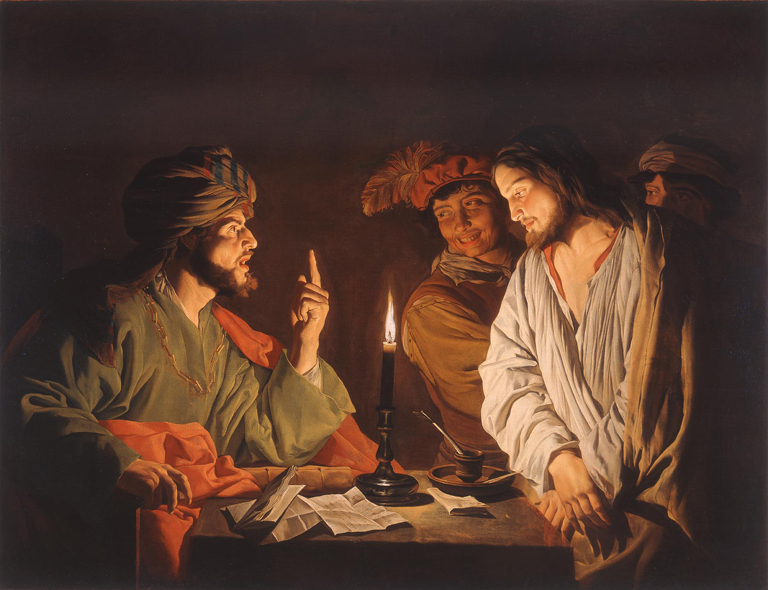
《该亚法审基督》，马提亚·司徒慕

該亞法（拉丁化：Caiaphas）天主教思高聖經譯名蓋法，全名約瑟夫，該亞法之子， 犹太大祭司，组织并参与杀害耶稣。该亚法也参与了犹太议会对耶稣的审判。该亚法生平主要资料来源是《新约》和约瑟夫斯的文献。除此之外，他在大祭司上业绩叙述的不多。

## 历史记录

### 约瑟夫斯

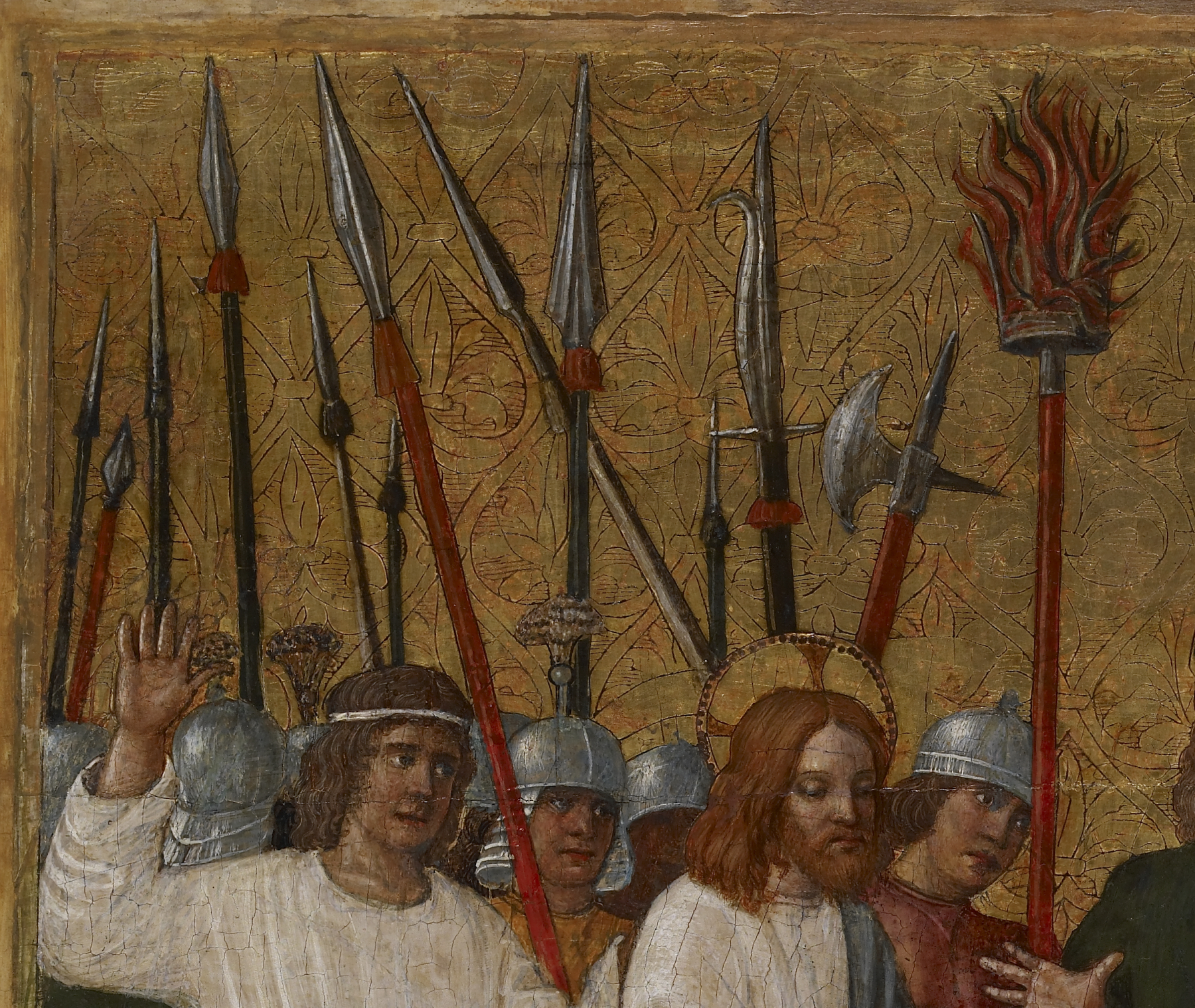
《该亚法审基督》，沃尔特斯艺术博物馆，安东尼奥·德拉·柯纳绘

在圣经文献之外，关于该亚法的资料最可靠的是一世纪犹太历史学家约瑟夫斯的作品。他的著作记录了该亚法大祭司任期，以及其它大祭司的报告，以及各个祭司职位的责任描述。约瑟夫斯中称该亚法在动荡岁月里任职。他称资深执政官大卢修斯·威特留解除了岳父亚那的职位约瑟夫斯的记录是根据其它资料编订，其中大祭司依时间次序排列。
据约瑟夫斯称，该亚法在公元18年由羅馬帝國猶地亞行省總督本丢·彼拉多前任瓦勒利乌斯·格拉图斯任命。
该亚法是亚那的女婿，塞特之子。亚那虽然被羅馬總督解职，但他的五个儿子也成了大祭司。
亚那、该亚法和五兄弟任期为：
- 亚那，塞特之子 （6–15年）

- 以利亚撒，亚那之子（16–17年）
- 该亚法 （18–36年），亚那的女婿 
- 约拿单，亚那之子（36–37年和44年）
- 提阿非罗·本·亚那（37–41年）
- 马提亚·本·亚那（43年）
- 亚那·本·亚那（63年）

### 该亚法和米利暗骨罐

#### 该亚法骨罐

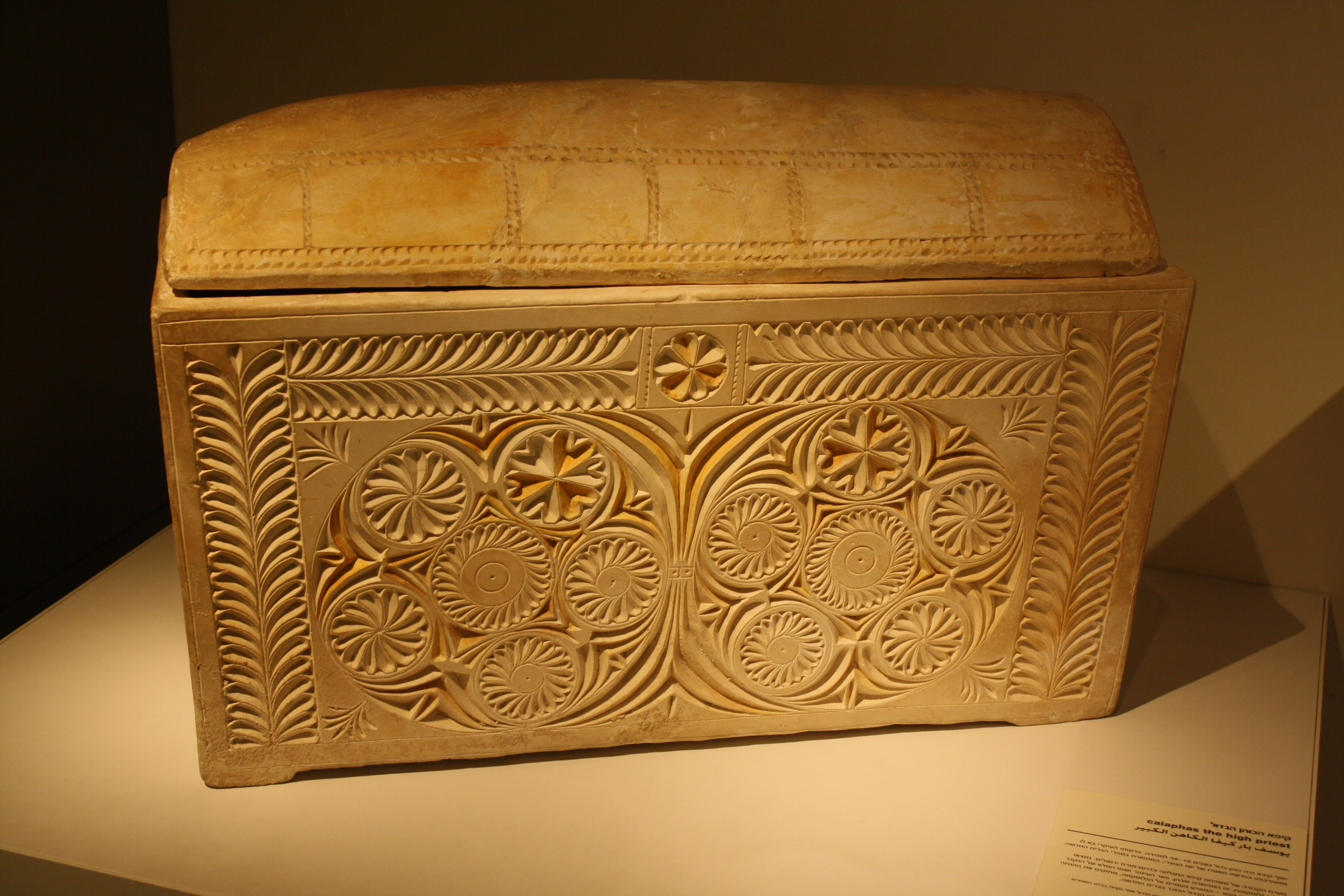
该亚法骨罐

1990年11月，工人在耶路撒冷附近阿布图尔以南的和平森林开路时发现了一个华丽的石灰岩骨罐。这个骨罐看起来是真的，内有人骨遗骸。旁边印刻的亚拉姆语称“约瑟夫，该亚法之子”，根据老人骨头来看，或许是大祭司该亚法。但原始发掘遭到一些学者的各种质疑，包括印刻的拼写，没有该亚法大祭司的头衔，墓地平淡无奇（但骨罐很华丽，应该是有身份和地位的人物）以及其它缘故。

#### 米利暗骨罐
2011年6月，巴伊兰大学和特拉维夫大學考古学家宣布找到以拉谷墓地遗失的骨罐。以色列文物局宣布认证，但就不能在原本位置研究表示遗憾。上面刻着：“米利暗，耶书亚之女，該亞法之子，玛西亚祭司⋯⋯”据此，该亚法可能被派到玛西亚做祭司，该制度由大卫王设立。

### 《新约》

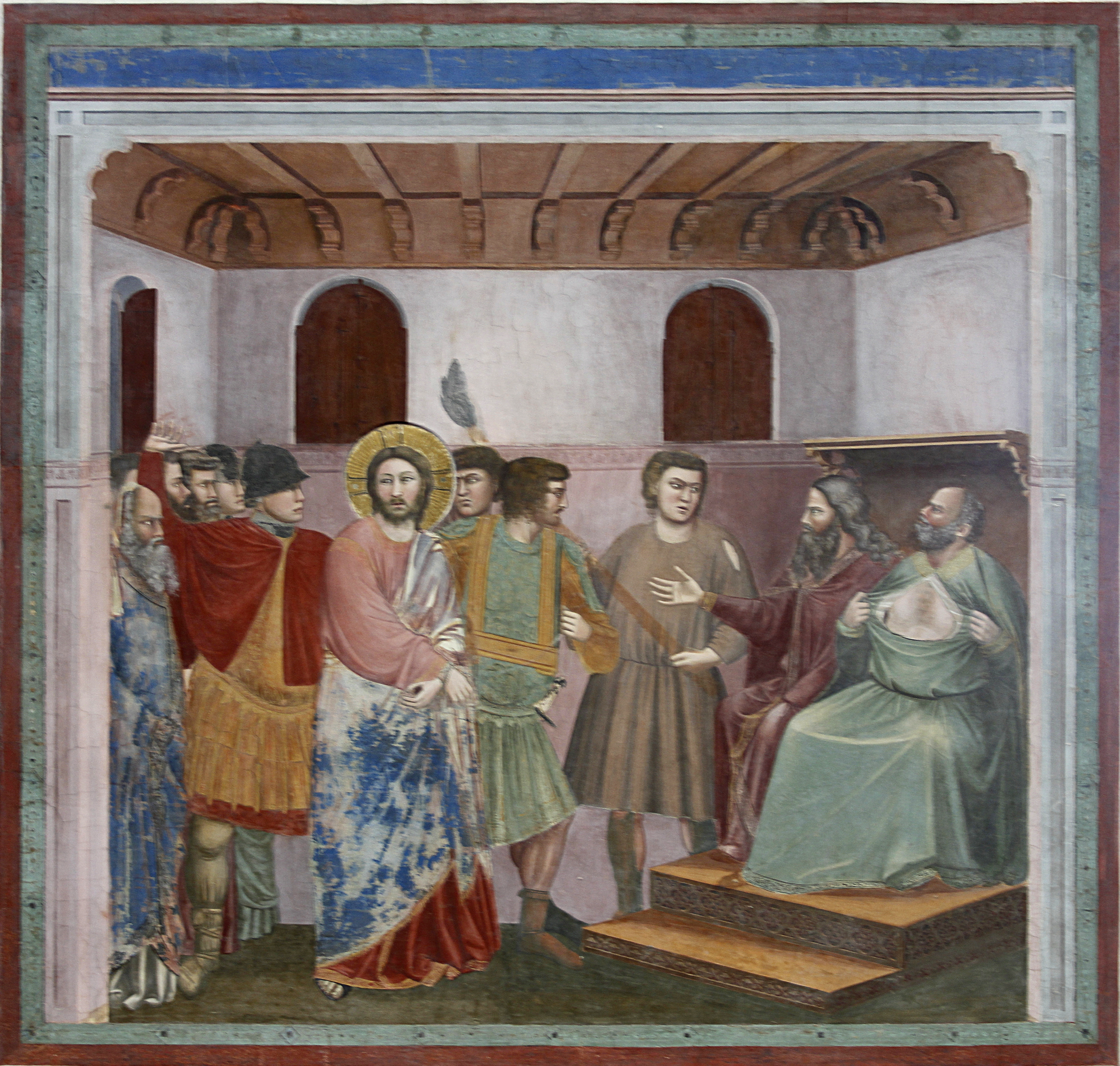
《該亞法审基督》，帕多瓦斯克罗威尼礼拜堂、乔托绘

#### 与罗马帝國关系
亚那是该亚法的岳父，在公元6至15年任大祭司，并持续在犹太事务上产生重要影响。亚那和该亚法可能倾向撒都该人，撒都该是犹地亚的宗教派系，成员大多数富有的犹太精英。该亚法长达18年任期说明他与罗马当局关系不错。
在《约翰福音》中，大祭司召集犹太公会讨论拉撒路复活的事情。就《路加福音》中乞丐拉撒路与“五兄弟”的比喻，一些人认为“富人”是对该亚法、亚那和他五个儿子的攻击。
该亚法与祭司长及法利赛人一道思量如何处置耶稣。随着耶稣影响力越来越大，他们担心“若這樣由著他，人人都要信他，羅馬人也要來奪我們的地土和我們的百姓。”
在《约翰福音》《約翰福音》第18章参，耶稣被带到临近的亚那面前。亚那就门徒和教诲质问他，并把他送到该亚法那里。该亚法做了政治算计，认为“一个人替百姓死，免得通国灭亡，就是你们的益处。”这里，该亚法引用了拉比教诲（Gen. R. 94:9）。
随后，耶稣被带到罗马帝國犹地亚行省羅馬總督總督本丢·彼拉多面前。彼拉多让祭司自己办，但祭司说没这个权力。彼拉多审问耶稣，随后称：“我查不出他有什麼罪。”根据逾越节传统，彼拉多问众人要放哪个罪犯，众人选择放巴拉巴而不是耶稣。

#### 审判耶稣

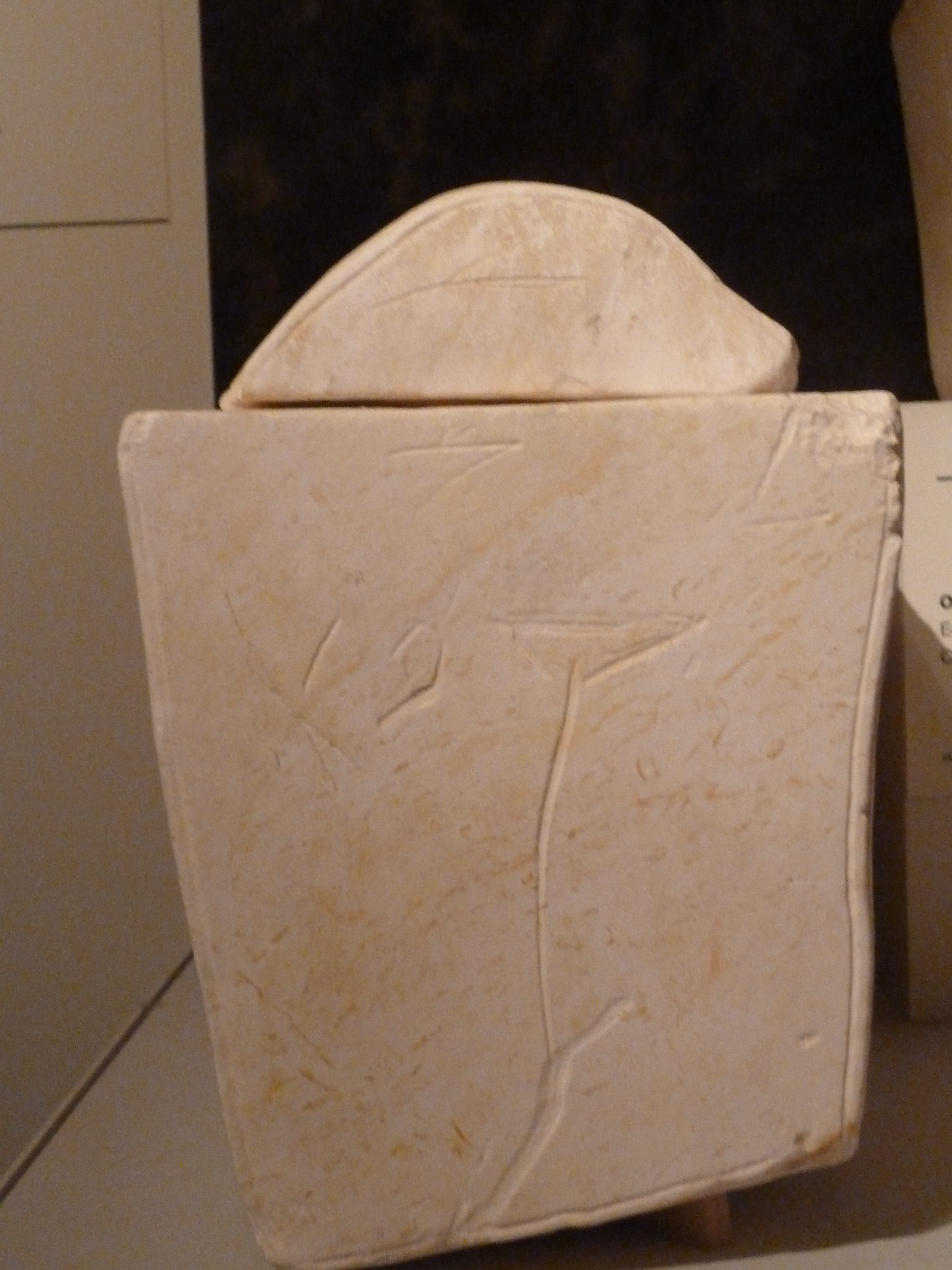
该亚法骨罐，以色列博物馆

在《马太福音》中，该亚法和其它犹太公会成员审问耶稣。他们寻找假证据来控告，但只是自相矛盾。在整个过程中，耶稣一言不发，直到该亚法问耶稣是不是基督时，耶稣回答：“你说的是。”（Σὺ εἶπας） “我告訴你們，後來你們要看見人子坐在那權能者的右邊，駕著天上的雲降臨。”该亚法和其他人定他亵渎，对他大打出手。

#### 政治意涵
该亚法是亚那的女婿，在《新约》时期任期最长。对于当时的犹太领袖，罗马统治和排外抵抗的奋锐党起义令他们头疼不已。罗马不能违反《哈拉卡》行刑，因此控告亵渎罪与彼拉多没有关系。该亚法的法律立场认为耶稣不但犯亵渎罪，而且宣布自己是弥赛亚，意味着大卫王朝复辟。这会煽动叛乱，招惹罗马镇压。

#### 彼得和约翰拒绝禁言
之后的《使徒行传》中，彼得和约翰因医好瘸子被带到亚那和该亚法面前。他们问使徒行神迹的权柄。充满圣灵的彼得回复耶稣是力量源泉。该亚法和其他祭司发现二人没有接受正规教育，却能雄辩。该亚法赶他们走，并发现神迹的消息已经广为流传，只好要求祭司不准他们提及耶稣名字。不过，二人拒绝，称“听从你们不听从神，这在神面前合理不合理，你们自己酌量吧！要知道，我們所看見所聽見的，我們不能不說。”

### 其它
据海伦·凯瑟琳·邦德称，拉比文献中可能有该亚法的其它信息。

## 词源
巴比伦版《塔木德》（Yevamot 15B）给出的姓氏为 Kuppai，但耶路撒冷《塔木德》（Yevamot 1:6）的为 Nekifi。《密西拿》Parah 3:5 称他是 hakKof “猴子”，就反对Mishnat Ha-Hasidim而戏弄他的名字。
名字该亚法可能有三个来源：
- 亚拉姆语“清秀”的意思

仰望头顶的天空 

他没有用枯裂的嘴唇祈祷 

尽快摆脱临死的痛苦 

他战栗的面颊

无法感知

- 亚拉姆语“石头”或“自己凹陷的石头”（Kefa）
- 阿卡德语“小谷地”或“洼地”

## 文艺
- 但丁·阿利吉耶里在《神曲·地狱篇》中把该亚法和伪善者放到地狱第八环第六层里，他的永刑是躺在路上被踩踏。
- 该亚法出现在奥斯卡·王尔德《瑞丁监狱之歌》第19行中。
- 在威廉·布莱克作品中，该亚法成了叛徒或法利赛人的绰号。
- 在布尔加科夫的《大师与玛格丽特》里，该亚法诱导彼拉多判处耶稣死刑。

## 引述
1. ↑  Matthias Stom
2. 1 2 3 4  Metzger & Coogan  Oxford Companion to the Bible, 1993. p 97
3. ↑  Antonio della Corna. Walters Art Museum
4. ↑  Bond, Caiaphas, pp. 18-19.
5. ↑  《犹太古史》18:33-35, Antiquitates Judaicae
6. ↑  《犹太古史》18.95-97, Antiquitates Judaicae
7. ↑  Bond, Caiaphas, p. 86.
8. ↑  Josephus' source is mentioned in Antiquitates Judaicae 20.224-51 and Against Apion 1.36; see Bond, Caiaphas, p. 163, n. 2.
9. ↑  Josephus, Ant., Book 18 Section 26 （页面存档备份，存于）
10. ↑  son of Seth
11. ↑  Eleazar
12. 1 2  《約翰福音》第18章第13节参
13. ↑  Jonathan
14. ↑  Theophilus ben Ananus
15. ↑  Matthias ben Ananus
16. ↑  Ananus ben Ananus
17. ↑  .   [2017-05-01]. （原始内容存档于2020-06-12）.
18. 1 2  James H. Charlesworth, Jesus and archaeology, Wm. B. Eerdmans Publishing, 2006. pp 323-329
19. ↑  Bond, Helen Katharine. . Westminster/John Knox Press. 2004: 4–8. ISBN 978-0-664-22332-8.
20. ↑  CNN Wire Staff. . CNN. 2011-06-30  [2011-08-26]. （原始内容存档于2020-08-05）.
21. ↑  Miriam, daughter of Yeshua, son of Caiaphas, Priest of Ma’aziah from Beth ‘Imri
22. ↑  Reilly, Wendell. "Joseph Caiphas." The Catholic Encyclopedia （页面存档备份，存于） Vol. 3. New York: Robert Appleton Company, 1908. 31 March 2017
23. ↑  .   [2017-05-02]. （原始内容存档于2020-11-26）.
24. ↑  《約翰福音》第11章参
25. ↑  Vanderkam, From Josephus to Caiphas, p. 426
26. ↑  《路加福音》第16章第28节至第30节参
27. ↑  e.g. Johann Nepomuk Sepp; Claude-Joseph Drioux; Whittaker, H.A. Studies in the Gospels, Biblia Staffordshire 1984, 2nd Ed. 1989 p. 495
28. ↑  .   [2017-05-02]. （原始内容存档于2020-10-25）.
29. ↑  .   [2017-05-02]. （原始内容存档于2020-10-26）.
30. ↑  《馬太福音》第26章第57节至第67节参
31. ↑  《馬太福音》第26章第64节参
32. ↑  《馬可福音》第14章第62节参
33. ↑  《使徒行傳》第4章参
34. ↑  《使徒行傳》第4章第19节至第20节参
35. ↑  Helen Catharine Bond
36. ↑  For a discussion of Tosefta Yevamot 1.10 and other possible rabbinic references, see Bond, Caiaphas, p. 164, n. 3.
37. ↑  Falk, Harvey Jesus the Pharisee: a new look at the Jewishness of Jesus, 1985. p 137